# Gabonspoorkoekoek
De Gabonspoorkoekoek (Centropus anselli) is een vogel uit de familie Cuculidae (koekoeken).

## Verspreiding en leefgebied
Deze soort komt voor van Kameroen tot Angola en centraal Congo-Kinshasa.